# Methylen
Methylen ist das einfachste organische Carben. Es ist der Grundbaustein für die Methylengruppe.

## Struktur

Bindungswinkel im Singulett-Zustand (links) und im Triplett-Grundzustand (rechts)

Methylen ist gewinkelt aufgebaut und besitzt im Triplett-Grundzustand einen H,C,H-Bindungswinkel von 134.037(45)°, bestimmt durch Mikrowellenspektroskopie und hochaufgelöste Infrarotspektroskopie. Singulett-Methylen ist energiereicher als Triplett-Carben. Als H,C,H-Bindungswinkel wird 103° oder 105° angegeben.

## Gewinnung und Darstellung
Methylen lässt sich durch photochemische Spaltung von Diazomethan unter Bildung von Stickstoff darstellen.
{\displaystyle \mathrm {CH_{2}N_{2}\ {\xrightarrow {{\mathit {h}}\nu }}\ :\!\!CH_{2}+N_{2}} }
Dabei entsteht genau betrachtet Singulett-Methylen. Wenn man die photochemische Spaltung von Diazomethan in Gegenwart eines Sensibilisators (z. B. Benzophenon) durchführt, entsteht jedoch Triplett-Methylen.
Weiterhin kann die Verbindung durch die Umsetzung von Diiodmethan mit einer Zn/Cu-Legierung in einer Simmons-Smith-Reaktion erzeugt werden.
Der Nachweis der Existenz von Methylen gelang zuerst spektroskopisch 1959 durch Gerhard Herzberg, der es durch Blitzlichtphotolyse von Diazomethan herstellte. Vorhergesagt wurde dessen Existenz schon von J. U. Nef in Chicago 1897.

## Eigenschaften
Methylen besitzt einen Triplett-Grundzustand und ist darum paramagnetisch. Es kann somit wie molekularer Sauerstoff als Diradikal betrachtet werden. Methylen ist als reaktive Zwischenstufe unter besonderen Bedingungen stabil (z. B. unter hoher Verdünnung in Inertgas), aber auf Grund des Elektronensextettes kurzlebig und sehr reaktiv (Elektronenmangelverbindung). Vor allem Additionsreaktionen sind sehr schnell und exotherm. Methylen reagiert mit sich selbst und tendiert bei ausreichenden Konzentrationen dazu, sich zu Ethen zu dimerisieren.